# Erkki Kuokkanen
Erkki Veikko Kuokkanen', född 5 december 1887 i Kuopio, död 6 mars 1956 i S:t Michel, var en finländsk jurist och politiker.
Kuokkanen tog rättsexamen 1906, var advokat i S:t Michel 1910-16 och 1919-25 samt vice häradshövding 1913, och anställd vid hovrätten i Viborg 1917-19. Från 1926 var han borgmästare i S:t Michel. 1927 invaldes han i riksdagen som ledamot av samlingspartiet, var vice ordförande i grundlagsutskottet från 1928 och dess ordförande 1929-30. 1930-31 var han inrikesminister i regeringen Svinhufvud II.